# میدلسکس (کارولینای شمالی)
میدلسکس (به انگلیسی: Middlesex) شهری در ایالت کارولینای شمالی کشور ایالات متحده آمریکا است که جمعیت آن در سرشماری سال ۲۰۱۰ میلادی، ۸۲۲ نفر بوده‌است.